# Cassipourea guianensis
Cassipourea guianensis är en tvåhjärtbladig växtart som beskrevs av Jean Baptiste Christophe Fusée Aublet. Cassipourea guianensis ingår i släktet Cassipourea, och familjen Rhizophoraceae. En underart finns: C. g. serrata.